# 1095
Високе Середньовіччя •  Золота доба ісламу •  Реконкіста •  Хрестові походи •  Київська Русь

## Геополітична ситуація
Візантію очолює Олексій I Комнін. Генріх IV є імператором Священної Римської імперії, а Філіп I — королем Франції.
Апеннінський півострів розділений між численними державами: північ належить Священній Римській імперії, середню частину займає Папська область, південна частина півострова окупована норманами. Деякі міста півночі: Венеція, Піза, Генуя, мають статус міст-республік.
Південь Піренейського півострова захопили Альморавіди. Північну частину півострова займають християнські Кастилія, Леон (Астурія, Галісія), Наварра, Арагон та Барселона. Королем Англії є Вільгельм II Рудий, Магнус III Босоніг королем Норвегії, а Ерік I став королем Данії.
У Київській Русі княжить Святополк Ізяславич, а у Польщі Владислав I Герман. На чолі королівства Угорщина став Коломан I.
Сельджуки окупували Персію та Малу Азію, в Єгипті владу утримують Фатіміди, у Магрибі панують Альморавіди, у Середній Азії правлять Караханіди, Газневіди втримують частину Індії. У Китаї продовжується правління династії Сун. На півдні Індії домінує Чола. В Японії триває період Хей'ан.

## Події
- Великий князь київський Святополк Ізяславич та Володимир Мономах прогнали Олега Святославича з Чернігова й перерозподілили уділи. Давиду Святославичу дали Новгород, а Мстислав Володимирович отримав замість Новгорода Ростов. Смоленськ дістався другому сину Мономаха — Ізяславу.
- Відбувся церковний собор у П'яченці, до якого звернувся з проханням допомоги візантійський імператор Олексій I Комнін. Євпраксія Всеволодівна дала свідчення проти свого чоловіка, імператора Священної Римської імперії Генріха IV, і добилася розлучення.
- 27 листопада на соборі в Клермоні папа Урбан II закликав до хрестового походу проти сельджуків, які захопили Святу землю і шляхи паломництва в Малій Азії.
- Королем Угорщини став Коломан I.
- Королем Данії став Ерік I.
- Сельджуцький правитель Сирії Тутуш загинув у битві проти свого небожа багдадського еміра Баркіярука. Син Тутуша Радван став еміром Алеппо. Інший син Дукак зумів на відміну від ще двох братів утекти, поки його не задушили, і проголосив себе еміром Дамаска.

## Померли
- 29 липня — У віці 55-ти років помер Ласло (Владислав) I Святий, король Угорщини з 1077 року.